# 9-я гвардейская казачья кавалерийская дивизия
9-я гвардейская казачья кавалерийская дивизия (9-я гв. кд) — кавалерийская дивизия в составе РККА и Вооружённых сил СССР во время Великой Отечественной войны. До переименования 27 августа 1942 года носила название 12-я Кубанская казачья кавалерийская дивизия.

## История дивизии
С июля 1941 года на Кубани начались создаваться отряды народного ополчения и истребительные батальоны. По решению Краснодарского Крайкома партии и Краевого исполкома депутатов трудящихся от 25.10.41 стали формироваться конные казачьи подразделения из непризывных возрастов. Каждый район Кубани формировал сотню добровольцев. 75 % казаков и командиров были участниками гражданской войны. В ноябре 1941 года сотни свели в полки, а из полков составили кубанские казачьи кавалерийские дивизии:
10-я кд — штаб г. Краснодар, полки в станицах Ильская (Ильский), Пашковская, Полтавская;
12-я кд — станица Ленинградская;
13-я кд — станица Тбилисская.

### Формирование
12-я Кубанская казачья кавалерийская дивизия — сформирована в январе 1942 года в Краснодарском крае. В её состав вошли 4-й, 19-й, 23-й кавалерийские полки и другие части. Основу соединения составили добровольческие конные сотни казачьего народного ополчения. В ходе войны входила в состав 17-го кубанского казачьего кавалерийского корпуса (с конца августа 1942 года — 4-й гвардейский казачий кавалерийский корпус).

### Боевой путь в годы войны
В составе Северо-Кавказского, Закавказского, Южного, 1-го Белорусского, 4-го, 3-го и 2-го Украинских фронтов участвовала в Битве за Кавказ, Армавиро-Майкопской оборонительной, Северо-Кавказской, Ростовской, Донбасской, Мелитопольской, Березнеговато-Снигирёвской, Одесской, Белорусской, Бобруйской, Минской, Люблин-Брестской, Дебреценской, Будапештской, Братиславско-Брновской и Пражской наступательных операциях.
В мае-июне 1942 года дивизия выполняла боевую задачу по обороне побережья Таганрогского залива на рубеже Кагальник, Глафировка.
Впервые в бой частью сил (23-й кавалерийского полк) вступила 27 июля 1942 года на реке Кагальник, а главными силами − 31 июля на реке Ея. В ожесточённых 4-дневных боях воины дивизии отразили многократные атаки двух отборных немецко-фашистских дивизий «Эдельвейс» и 4-й горнопехотной, нанесли им тяжёлые потери и принудили к отходу.
В августе 1942 года дивизия вела тяжёлые бои в окружении в районе Туапсе. После прорыва фронта окружения за проявленные личным составом в боях с немецко-фашистскими захватчиками стойкость, мужество, дисциплину и героизм была преобразована в 9-ю гвардейскую Кубанскую казачью кавалерийскую дивизию (27 августа 1942 года).
К сентябрю 1942 года она была переброшена в район города Гудермес и до января 1943 совершала смелые рейды по тылам противника севернее города Моздок. В ходе освобождения Северного Кавказа вела наступательные бои в общем направлении Ставрополь, Ростов-на-Дону. За период боевых действий до середины марта 1943 года прошла с боями свыше 1200 км, уничтожила более 10 тыс. гитлеровских солдат и офицеров, 66 танков, около 50 орудий и миномётов, 23 бронемашины, свыше 270 автомашин в мотоциклов, 2 самолёта. За образцовое выполнение заданий командования при освобождении Северного Кавказа и проявленные личным составом доблесть и мужество была награждена орденом Красного Знамени (31 марта 1943). В марте — июле 1943 года дивизия обороняла южное побережье Таганрогского залива.
В августе — сентябре в ходе Донбасской наступательной операции вела бои по окружению и уничтожению Таганрогской группировки противника и преследовала его войска до реки Молочная.
В Мелитопольской операции наступала в направлении Аскания-Нова, Григоровка, Перекоп. В ноябре 1943 — феврале 1944 года обороняла северо-западный участок побережья Азовского моря.
Весной 1944 года участвовала в Березнеговато-Снигирёвской и Одесской наступательных операциях 3-го Украинского фронта. За отличие в боях при прорыве обороны противника на реке Ингулец и освобождении г. Новый Буг (8 марта) была награждена орденом Суворова 2-й степени (19 марта 1944 года), а за воинскую доблесть при освобождении г. Одесса (10 апреля) — орденом Богдана Хмельницкого II степени. (20 апреля 1944 года).
С большой отвагой и высоким воинским мастерством воины дивизии действовали летом 1944 года в составе конно-механизированной группы (КМГ) 1-го Белорусского фронта в Белорусской операции. Наступая в высоких темпах в оперативной глубине обороны противника, они отличились при освобождении городов Слуцк и Слоним, разгроме Барановичской и Брестской группировок противника, за что дивизия была награждена орденом Красного Знамени (5 июля), орденом Кутузова 1-й степени (10 июля) и удостоена почётного наименования «Барановичская» (27 июля).
В конце августа — начале сентября 1944 года дивизия была переброшена на 2-й Украинский фронт и в составе его КМГ (с 26 янв. 1945 1-я гвардейская КМГ) участвовала в Дебреценской, Будапештской, Братиславско-Брновской и Пражской наступательных операциях. Свой боевой путь закончила юго-восточнее Праги.

### После войны
После победы над Германией 4-й гв.кк и её 9-я гв. кд и 10-я гв. кд были передислоцированны — в Ставропольский военный округ и Кубанский военный округ, г. Ставрополь, Майкоп Адыгейская АО, Краснодарский край, ст. Успенская.
9-я гв. кд и 10-я гв. кд с 4 июня 1945 года от предместьев Праги (Ритки) совершили 34-х дневный, 900-км марш в конном строю в район г. Перемышль (Польша) (к 7 июля). Далее с 25 августа по 23 сентября корпус перевозится по железной дороге на Кубань.
К 23 сентября 1945 года дивизия вернулась на Кубань и в Адыгею.
Дивизия дислоцированна с 3 октября 1945 года :
Штаб дивизии — в Майкопе, части дивизии в Маламино, Николаевская, Убежинская, Вольное, Коноково, Успенское.
Корпусные артиллерийские части дислоцировались: Келермесская, Кошехабль, Константиновская.
Летом 1946 года 4-й гв. кк был переформирован в 4-ю гвардейскую кавалерийскую кадровую дивизию, а 9-я гв. кд в 9-й гвардейский казачий кавалерийский кадровый полк.

### Расформирование
31 июля 1946 года 9-й гвардейский казачий кавалерийский Кубанско-Слуцкий Краснознамённый орденов Суворова, Кутузова, и Богдана Хмельницкого кадровый полк был расформирован.
А в сентябре 1955 года был расформирован 4-й гвардейский Кубанский казачий кавалерийский ордена Ленина Краснознамённый орденов Суворова и Кутузова корпус (4-я гв. кд) СКВО.

## Награды и наименования
- Кубанская
- Почетное звание «Гвардейская» — присвоено приказом Народного Комиссара обороны СССР № 342 от 27 августа 1942 года при преобразовании.
- Орден Красного Знамени — награждена Указом Президиума Верховного Совета СССР от 31 марта 1943 года за образцовое выполнение боевых заданий командования на фронте борьбы с немецкими захватчиками и проявленные при этом доблесть и мужество;[3]
- Орден Суворова II степени — награждена Указом Президиума Верховного Совета СССР от 19 марта 1944 года за образцовое выполнение заданий командования в боях при прорыве сильной обороны немцев по западному берегу реки Ингулец, за освобождение города Нового Буга и проявленные при этом доблесть и мужество;[4]
- Орден Богдана Хмельницкого II степени — награждена Указом Президиума Верховного Совета СССР от 20 апреля 1944 года за образцовое выполнение заданий командования в боях с немецкими захватчиками при освобождении города Одессы и проявленные при этом доблесть и мужество;[5]
- Орден Красного Знамени — награждена Указом Президиума Верховного Совета СССР от 5 июля 1944 года за образцовое выполнение заданий командования в боях с немецкими захватчиками, за овладение городом Слуцк и проявленные при этом доблесть и мужество;[6]
- Орден Кутузова I степени — награждена Указом Президиума Верховного Совета СССР от 10 июля 1944 года за успешное выполнение заданий командования в боях с немецкими захватчиками, за овладение городами: Минск, Столбцы, Городея и Несвиж и проявленные при этом доблесть и мужество;[7]
- Почетное наименование Барановическая — присвоено приказом Верховного Главнокомандующего № 0225 от 27 июля 1944 года за отличие в боях при освобождении города Барановичи.

Награды частей дивизии:
- 30-й гвардейский кавалерийский Кубанский казачий Слонимский[9] Краснознаменный[10] ордена Александра Невского[11] полк;
- 32-й гвардейский кавалерийский Кубанский казачий Слонимский[9] Краснознаменный[10] ордена Александра Невского[11] полк;
- 34-й гвардейский кавалерийский Кубанский казачий Слонимский[9] Краснознаменный[10] полк;
- 181-й гвардейский артиллерийско-минометный Слонимский[9] ордена Богдана Хмельницкого[11] (II степени) полк ;
- 151-й танковый Слонимский[9] ордена Богдана Хмельницкого[11] (II степени) полк;

## Командиры дивизии
- Скороход, Антон Филиппович (1942), полковник
- Порховников М. Л. (1942), подполковник
- Калюжный, Иван Прокофьевич (??.04.1942-??.06.1942), полковник[12]
- Тутаринов, Иван Васильевич (27.07.1942 — 08.07.1944), полковник, генерал-майор
- Демчук, Давид Семёнович (09.07.1944 — 28.11.1944), полковник
- Гагуа, Василий Георгиевич (28.11.1944 — 05.04.1945), полковник
- Смирнов, Алексей Петрович (30.04.1945 — 24.08.1945), полковник
- Калюжный И. П. (25.08.1945 — 03.10.1946), генерал-майор[12]

## Состав дивизии
9-я гвардейская кавалерийская казачья Кубанско-Барановичская дважды Краснознаменная орденов Суворова, Кутузова и Богдана Хмельницкого дивизия:

Новая нумерация частям дивизии присвоена 20 ноября 1942 года.
- 30-й гвардейский кавалерийский казачий полк;
- 32-й гвардейский кавалерийский казачий полк;
- 34-й гвардейский кавалерийский казачий полк;
- 181-й гвардейский артиллерийско-минометный (8-й гвардейский конно-артиллерийский дивизион);
- 151-й танковый полк(с 30 августа 1943 года);
- 28-й отдельный гвардейский дивизион противовоздушной обороны (55-й отдельный зенитный артиллерийский дивизион, гвардейская зенитная батарея);
- 18-й гвардейский артиллерийский парк;
- 9-й отдельный гвардейский разведывательный эскадрон(9-й гвардейский разведывательный дивизион);
- 111-й отдельный гвардейский сапёрный эскадрон;
- 9-й отдельный гвардейский эскадрон связи;
- 13-й отдельный медико-санитарный эскадрон;
- 12-й отдельный гвардейский эскадрон химической защиты;
- 10-й продовольственный транспорт;
- 12-й взвод подвоза горюче-смазочный материалов;
- 11-й дивизионный ветеринарный лазарет;
- 1581-я полевая почтовая станция;
- 944-я полевая касса Государственного банка (на 01.10. 1942 г.)

Перечень № 6: Кавалерийские, танковые, воздушно-десантные дивизии и управления артиллерийских, зенитно-артиллерийских, минометных, авиационных и истребительных дивизий, входивших в состав действующей армии в годы Великой Отечественной войны 1941—1945 гг. / А. П. Покровский. — М.: Министерство обороны, 1965. — 77 с.

## Отличившиеся воины
Четыре казака удостоены звания Героя Советского Союза.
- гвардии подполковник Гераськин, Александр Иванович, командир 30-го гвардейский кавалерийский полка. Указ Президиума Верховного Совета СССР от 24 марта 1945 года;
- гвардии майор Иванов, Пётр Игнатьевич, командир 34-го гвардейского кавалерийского полка. Укеаз Президиума Верховного Совета СССР от 15 мая 1946 года, (посмертно);
- гвардии казак Калоев, Александр Александрович, автоматчик 32-го гвардейского казачьего кавалерийского полка. Указ Президента СССР от 5 мая 1991 года, (посмертно).
- гвардии капитан Романюк, Григорий Павлович, командир кавалерийского эскадрона 34-го гвардейского кавалерийского полка. Указ Президиума Верховного Совета СССР от 03 июня 1944 года.

## Увековечение памяти
- На въезде в станицу Кущёвскую установлен памятник казакам 4-го гвардейского Кубанского кавалерийского казачьего корпуса.